# Garibald (prénom)
Pour les articles homonymes, voir Garibald (homonymie).
Garibald (ou Garipald) est un prénom d'origine germanique aujourd'hui désuet, importé notamment en Italie par les envahisseurs lombards à partir de la seconde moitié du VIe siècle. 
Ce prénom finit par être adopté par les autochtones, et c'est ainsi qu'il survit encore plusieurs siècles après la chute du royaume lombard d'Italie en 774, donnant naissance après le XIIe siècle au patronyme italien Garibaldi. 
Il tombe en désuétude (en Italie comme dans les pays germaniques) entre la fin du Moyen Âge et le début de la Renaissance.

## Étymologie
Le prénom est composé des éléments germaniques gar, signifiant "lance", et bald, signifiant "audacieux", "fier".

## Variantes linguistiques
On peut franciser ce prénom en :
- Garibaud,
- Garbaud,
- Geribaud,
- Gerbaud.

Ce prénom est à l'origine en Italie de plusieurs patronymes : 
- Garibaldi,
- Garibaldo,
- Gariboldi,
- Gariboldo.

Ces patronymes sont surtout localisés dans le Nord du pays (Lombardie, Piémont, Ligurie), et la première forme, Garibaldi, est la plus répandue. 